# Laccophilus contiro
Laccophilus contiro är en skalbaggsart som beskrevs av Guignot 1952. Laccophilus contiro ingår i släktet Laccophilus och familjen dykare. Inga underarter finns listade i Catalogue of Life.